# Fangoria
Fangoria es una banda española de música electrónica originaria de Madrid, formada en 1989 por Alaska (voz y ocasionalmente guitarra) y Nacho Canut (teclado, xilófono electrónico y ocasionalmente bajo). El sonido inicial del grupo tenía sus raíces en el acid house, aunque con posterioridad incorporarían elementos de otros géneros como el pop o el rock.
Su debut público tuvo lugar en una fiesta de Halloween en octubre de 1989 tras la disolución de su anterior grupo, Alaska y Dinarama, que ambos compartían con Carlos Berlanga. Firmaron con Hispavox y, a principios de 1991, publicaron su primer álbum Salto mortal. Hasta diciembre de 2022 han referenciado, entre otros proyectos, catorce álbumes de estudio y setenta y un sencillos y miniálbumes.

## Historia

### 1989-1991: comienzos ySalto mortal
Salto mortal (1991) es el primer álbum de estudio de Alaska y Nacho Canut tras la disolución de su anterior banda, Alaska y Dinarama. El disco fue grabado en 1990 entre varios estudios de Madrid, incluyendo el nuevo estudio propio del grupo, llamado Vulcano, así como los estudios Dublewtronics y Kirios. Este cambio de enfoque técnico y artístico supuso una ruptura con la estética anterior del dúo, y no fue bien recibido por su discográfica, Hispavox, lo que se tradujo en una promoción limitada y escasa difusión del álbum. A nivel musical, Salto mortal supuso una apuesta decidida por los sonidos electrónicos, el synthpop y el house, alejándose del pop rock más comercial de su etapa anterior. Las nuevas composiciones mostraban una clara influencia del cine de serie B, la estética gore y las corrientes underground de la época. Esta nueva identidad artística de Fangoria tuvo también un impacto en su propuesta visual, escénica y conceptual. 
Salto mortal fue publicado oficialmente el 14 de enero de 1991, aunque su primer sencillo, «En mi prisión», comenzó a sonar en radios a partir de octubre de 1990. Esta canción fue lanzada en formato de maxisencillo, incluyendo dos remezclas y dos caras B inéditas, lo que evidenciaba el interés del grupo en experimentar con nuevas formas de edición y distribución de su música.El videoclip de «En mi prisión» causó polémica por su contenido explícito: en él, se representaba una escena en la que a Alaska le arrancaban las tripas, en un claro homenaje al cine gore. Esta referencia no era casual, ya que el propio nombre del grupo, proviene de una revista estadounidense especializada en cine de terror y gore. Como resultado de su contenido, el vídeo fue censurado o vetado en varios programas musicales de televisión y recibió escasa difusión en medios convencionales, agravando aún más la limitada promoción por parte de la discográfica.
El segundo sencillo del álbum, «Hagamos algo superficial y vulgar», fue publicado en febrero de 1991 de forma simultánea con el lanzamiento oficial del álbum. Este tema logró mayor aceptación tanto por su tono más accesible como por su sonido fresco, en sintonía con las tendencias internacionales de la época, conectando con el auge de la estética neo-hippie y grupos como Deee-Lite o The B-52's. La canción consolidó a Fangoria dentro de un nuevo marco musical, más experimental y con claras referencias a la cultura alternativa global de principios de los años noventa. Un tercer sencillo, «Punto y final», fue editado únicamente a nivel promocional. Se llegaron a preparar remezclas y una cara B inédita, que sin embargo nunca fueron publicadas oficialmente, ya que la finalización del contrato con Hispavox impidió la salida del maxisencillo al mercado. Este hecho marcó el inicio de una etapa de mayor independencia para el grupo, que con el tiempo pasaría a trabajar con sellos más afines a su propuesta artística.
En cuanto a las presentaciones en directo, Fangoria renovó por completo su formato escénico respecto a su etapa anterior. El repertorio de los conciertos pasó a estar compuesto mayoritariamente por canciones propias de Fangoria, dejando atrás el legado de Alaska y Dinarama. Sobre el escenario, la formación en vivo se redujo a Nacho, encargado de los teclados, secuenciadores y bajo, y Big Toxic, quien también se ocupaba de los sintetizadores. Esta nueva configuración reforzaba el carácter electrónico y minimalista de su propuesta, con un enfoque más próximo al performance que al formato tradicional de banda de pop.

### 1992-1996: trilogíaUn día cualquiera en VulcanoyLa lengua asesina
Vulcano fue el estudio de grabación fundado por Fangoria, en los primeros años de la década de 1990. Originalmente fue concebido como un espacio para la programación y ensayos, el estudio evolucionó rápidamente hasta convertirse en un centro de producción musical profesional. El primer proyecto realizado en Vulcano fue el álbum Salto mortal (1991). Bajo la orientación de su entonces mánager Pito, y en respuesta a la nueva coyuntura discográfica y económica que enfrentaba el grupo tras su separación de Alaska y Dinarama, se propuso ampliar la función del estudio para que sirviera también como espacio de grabación y mezcla. Esta decisión respondió a la necesidad de mantener la viabilidad del proyecto musical sin depender de grandes ventas comerciales, en una etapa en la que Fangoria comenzaba a adoptar un enfoque más alternativo e independiente. A partir de entonces, el estudio Vulcano no solo fue utilizado para grabaciones de Fangoria, sino que también acogió trabajos de otros artistas del panorama alternativo español, como Family, Niños del Brasil y Lions in Love, consolidándose como un núcleo de producción musical en la escena underground de Madrid.
En junio de 1992, Fangoria lanzó el álbum Un día cualquiera en Vulcano S.E.P. 1.0, que incluía temas como «Sálvame», «Siempre alrededor», «Hacia la luz», «El dinero no es nuestro dios» y «Basura». Para promocionar este trabajo se escogió el tema «Sálvame», del cual se lanzó un maxisencillo con cuatro remezclas. La producción visual estuvo a cargo de Video Inferno, una productora audiovisual creada con apoyo de los estudios Vulcano. El segundo sencillo del álbum fue «El dinero no es nuestro dios», publicado también en formato CD. La segunda parte de esta trilogía conceptual, Un día cualquiera en Vulcano S.E.P. 2.0, fue publicada en 1993. Este trabajo incluía seis canciones inéditas y tres remezclas, y su sencillo de presentación fue «En la Disneylandia del amor», acompañado por un maxisencillo editado en formatos CD y vinilo, con cinco y cuatro remezclas respectivamente. A pesar de la escasa promoción, la canción logró buena difusión en radios especializadas y se convirtió en un éxito dentro de las pistas de baile.
La tercera y última entrega de la trilogía, Un día cualquiera en Vulcano S.E.P. 3.0, no vio la luz hasta el verano de 1995, debido a la negativa de Warner a publicarlo. Fangoria optó entonces por lanzar el álbum a través del sello Running Circle. En este periodo, el estudio Vulcano trasladó sus operaciones a Londres, con la intención de establecer un puente entre artistas españoles y productores internacionales. Sin embargo, este objetivo no se materializó por completo. El sencillo principal del disco fue «Dios odia a los cobardes», que no contó con videoclip debido a las limitaciones presupuestarias. El único maxisencillo del álbum, «A la felicidad por la electrónica», fue publicado un año después, en 1996, incluyendo una versión remezclada y tres remezclas adicionales de temas del mismo disco. Durante esta etapa, la actividad en vivo de Fangoria disminuyó notablemente. Las presentaciones en directo se limitaron en gran parte a actuaciones puntuales en la sala Morocco de Madrid, especialmente durante eventos como Halloween o reuniones del Club Fan Fatal, su club oficial de seguidores. En 1995, tras la ruptura con sus históricos mánagers Pito y Ana Díaz, Fangoria inicia una nueva fase más abierta, apostando por actuar fuera de Madrid. Participan en festivales como el Festival de Nueva Música de León y el Sónar de Barcelona, y emprenden una gira por discotecas de toda España, bajo el concepto festivo de Xpandelia. En esta etapa se integran al proyecto Lucho y Clara (del grupo Actibeat), quienes actúan como músicos y teloneros, además de colaborar con drag queens como La Prohibida en algunas actuaciones.
El cierre de Running Circle dejó a Fangoria sin distribución discográfica, iniciando un periodo incierto, pero fértil en cuanto a creatividad. En esta etapa, los seguidores del grupo se mantuvieron fieles, apreciando el esfuerzo de la banda por mantenerse activa a pesar de las dificultades. Uno de los proyectos más destacados de este periodo fue la participación en la banda sonora de la película La lengua asesina (1996), dirigida por Alberto Sciamma, quien ya había trabajado con Fangoria como realizador de videoclips. Inicialmente, Alaska iba a protagonizar la película, aunque finalmente se optó por un reparto internacional que incluyó a Robert Englund, Melinda Clarke y Mabel Karr. La banda sonora fue compuesta por Bazoka Nut, Big Toxic, Carlos Berlanga, Nacho Canut y Alaska, e incluyó temas como «Sálvame» y «En la Disneylandia del amor», además de canciones de otros artistas como Cobalt 60 y Mariachi Mezcal.

### 1997-2000:Interferencias,Una temporada en el infiernoy otros proyectos
Desde 1990, Fangoria mantuvo una estrecha relación con sus seguidores a través del Club Fan Fatal. Como parte de esta iniciativa, el grupo grababa anualmente una versión de una canción elegida por los miembros del club, inicialmente en formato flexidisco y posteriormente en CD. Estas grabaciones eran distribuidas como obsequio navideño a los socios. En cada entrega, Fangoria solía colaborar con artistas invitados que admiraban. En 1998, el dúo decidió recopilar seis de estas versiones y añadir dos temas adicionales para conformar un álbum, titulado Interferencias, editado por Subterfuge Records. El disco incluyó colaboraciones con artistas como Terry 4 («Viva el rock», versión de Adam Ant), Family («El signo de la cruz», de Décima Víctima), Heroica-Ger Espada («Interferencias», de Radio Futura), Le Mans («Me quedaré soltera», de Cecilia), Iluminados («Sono come tu mi vuoi», de Mina), y Madelman («Bailar hasta morir», de Tino Casal). Los temas adicionales fueron grabados junto a Dr. Explosión («Mi gran noche», de Raphael) e Intronautas («Sueño n.º 7», de Los Vegetales). Aunque el álbum contó con escasa promoción, logró una buena recepción y destacó especialmente el tema «Mi gran noche», que obtuvo una notable popularidad.
Durante esta etapa, Fangoria también participó en varios proyectos paralelos. En 1997 colaboraron con Actibeat en la creación del EP instrumental Sonidos para una exposición, concebido como banda sonora para la muestra Después de la batalla, del artista Pablo Sycet. Un año más tarde, en 1998, colaboraron con el grupo Lemon^Fly en el álbum Vital, donde Fangoria intervino en tres temas. Además, participaron en una actuación especial en el programa de televisión de Nieves Herrero, donde interpretaron junto a Camilo Sesto dos de sus canciones más conocidas: «Vivir así es morir de amor» y «El amor de mi vida».
El 24 de mayo de 1999, Fangoria lanzó Una temporada en el infierno, considerado por diversos medios especializados como uno de los diez mejores discos españoles de la década de 1990. Fue su segundo álbum de larga duración tras Salto mortal (1991), y marcó un punto de inflexión en su carrera, tanto por su contenido lírico más cuidado y personal como por su recepción crítica. El álbum, grabado en los estudios Jean bajo la producción de Carlos Jean, incluye doce canciones: once composiciones originales y una versión de «Open Your Eyes» de Marshall Jefferson, titulada en español «Abre los ojos». El sencillo principal fue «Electricistas», que recibió una amplia difusión en radio y televisión. Posteriormente se publicó un segundo sencillo con videoclip: «Me odio cuando miento», una de las canciones más valoradas del álbum. Una temporada en el infierno superó las 20.000 copias vendidas, convirtiéndose en el mayor éxito comercial de Fangoria hasta ese momento. El 21 de mayo de 2000 se publicó El infierno son los demás, un álbum doble con veinte remezclas de temas del disco anterior realizadas por diversos artistas. Ambos trabajos fueron editados por Subterfuge como parte del contrato firmado tras la publicación de Interferencias.

### 2001-2003:Naturaleza muertayDilemas, amores y dramas
Tras el éxito crítico y comercial de Una temporada en el infierno (1999), creció la expectación por el siguiente trabajo de Fangoria. El resultado fue Naturaleza muerta, publicado en octubre de 2001 bajo el sello Subterfuge Records. Al igual que su predecesor, el álbum fue producido por Carlos Jean y grabado en el estudio Loop Sound de Madrid. La estructura del disco también se mantuvo: incluye once temas originales y una versión, esta vez con un enfoque más directo hacia el pop electrónico, con ritmos más acelerados y letras más accesibles y elaboradas que en trabajos anteriores. El lanzamiento fue precedido por el sencillo «No sé qué me das», editado un mes antes de la publicación oficial del álbum. El tema marcó un punto de inflexión en la trayectoria del grupo por su notable carácter comercial y su amplia difusión en medios de comunicación. Alcanzó el segundo puesto en la lista de superventas en su primera semana y permaneció varias semanas en los primeros lugares hasta agotar su edición limitada, lo que supuso un hito en la carrera del dúo.
El impacto de Naturaleza muerta se reflejó también en la estrategia promocional: por primera vez desde la etapa de Alaska y Dinarama, Fangoria lanzó cuatro maxisencillos extraídos de un mismo álbum. Además del mencionado «No sé qué me das», se publicaron versiones extendidas y remezclas de «Eternamente inocente», «Hombres» y «Más que una bendición». Este último fue distribuido de forma experimental exclusivamente a través de internet, una novedad en el panorama discográfico español de principios de los años 2000. La producción audiovisual del álbum también mejoró notablemente respecto al anterior. Se realizaron videoclips para tres de los sencillos: «No sé qué me das», «Eternamente inocente» y «Hombres», con una estética más cuidada y una narrativa visual más elaborada, lo que contribuyó al fortalecimiento de la imagen del grupo. Las ventas de Naturaleza muerta superaron las 50.000 copias, logrando la certificación de disco de oro en España. Este reconocimiento coincidió con la muerte de Carlos Berlanga, figura clave en la historia personal y artística de Alaska y Nacho Canut, lo que otorgó al momento un carácter especialmente simbólico.
En 2002, el sello Subterfuge decidió reeditar Salto mortal (1991), el primer álbum de Fangoria, originalmente publicado por Hispavox. Esta reedición respondió al renovado interés del público por las primeras etapas del dúo, impulsado por el éxito de sus trabajos más recientes. La nueva edición permitió redescubrir un disco que, en su momento, marcó una transición estética y musical significativa tras la disolución de Dinarama. Durante este período, Fangoria continuó ofreciendo conciertos con un estilo enérgico y caracterizado por la ausencia de innovaciones escénicas significativas, aunque con un sonido cada vez más contundente y orientado hacia la electrónica de base dura. Ese mismo año, Subterfuge también publicó una recopilación titulada Dilemas, amores y dramas, que reunió una selección de canciones de la etapa del grupo en dicha discográfica. El recopilatorio incluyó temas procedentes de los álbumes Interferencias (1998), Una temporada en el infierno (1999) y Naturaleza muerta (2001), así como rarezas y colaboraciones aparecidas en otros proyectos. Entre estos extras destacan «Rasputín» (versión del clásico de Boney M.), «Incendio y saqueo de un corazón», «Jason y tú», «Rumore», «Me conformo», «Nada es lo que parece» y «Cebras». Esta última fue interpretada junto a Lemon^Fly y remezclada por Madelman, reflejando el gusto de Fangoria por la experimentación y las colaboraciones con artistas afines dentro del ámbito del pop electrónico y alternativo español.
El 28 de octubre de 2003, Fangoria decidió reeditar  Un día cualquiera en Vulcano S.E.P. 1.0 (1992), Un día cualquiera en Vulcano S.E.P. 2.0 (1993) y Un día cualquiera en Vulcano S.E.P. 3.0 (1995). Esta reedición fue lanzada como un disco doble que reunía todas las canciones de los tres discos, permitiendo a los fanáticos acceder a una recopilación definitiva. Además de las canciones originales, el disco incluía una selección de remezclas de temas populares de esta trilogía, así como los videoclips de algunos de los sencillos más representativos del período.

### 2004-2005:Arquitectura efímerayArquitectura efímera deconstruida

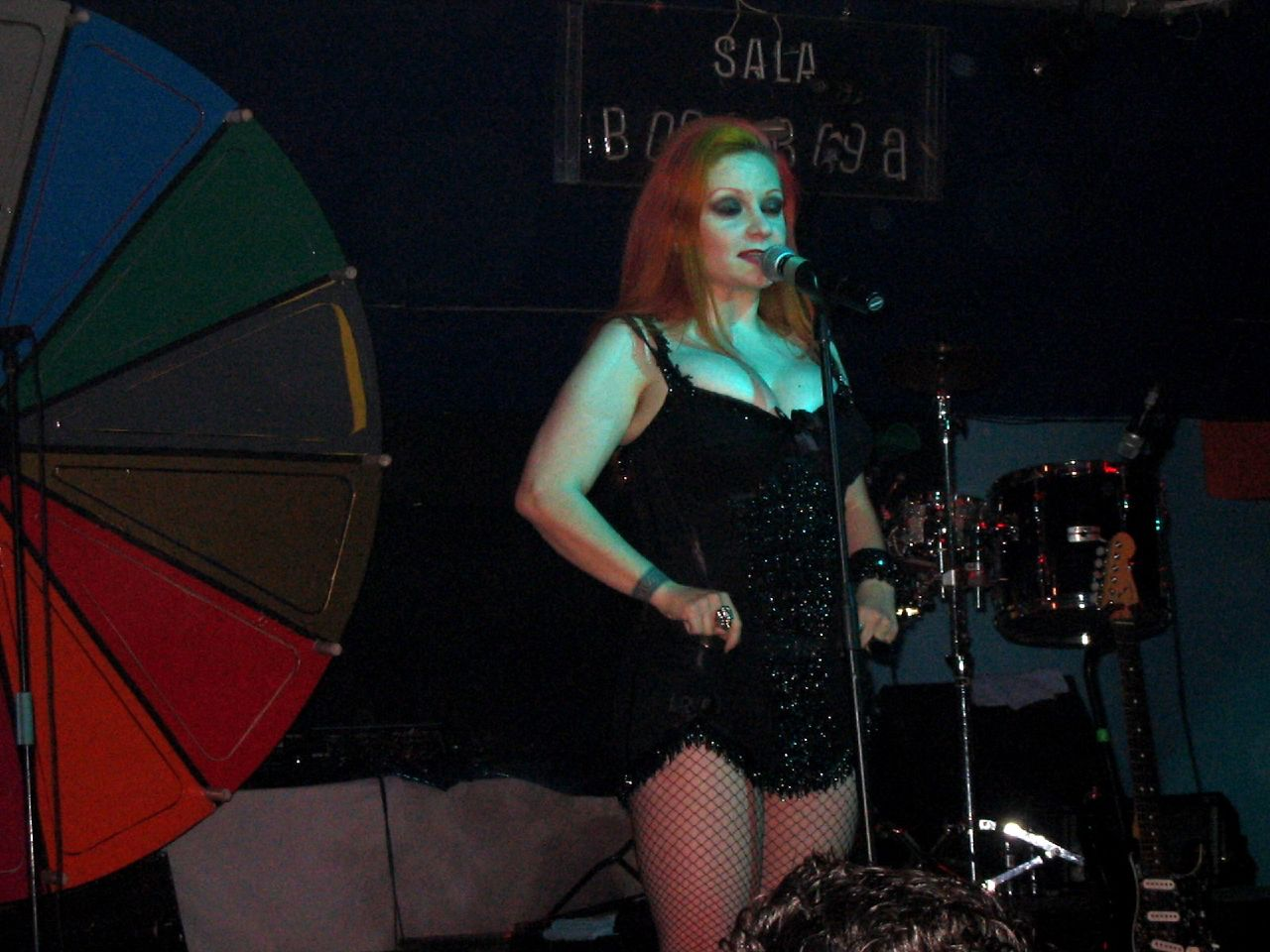
Alaska durante un concierto en abril de 2005.

Treinta meses después de la exitosa publicación de Naturaleza muerta (2001), Fangoria lanzó su nuevo álbum, Arquitectura efímera, el 26 de abril de 2004. El título del disco fue inspirado por una exposición de arquitectura que tuvo lugar en Chicago, a la que asistieron Alaska y Nacho Canut. Según ellos, el nombre fue elegido por su carácter contradictorio pero lógico, además de reflejar la efimeridad del pop como género. Producido por Carlos Jean junto a Fangoria, Arquitectura efímera continuó con la fórmula que había definido a sus anteriores álbumes: una mezcla de guitarras y electrónica, con un notable trabajo de construcción artística y sonoridad cuidada. El disco incluye doce canciones, de las cuales once son originales y una es una versión de la canción «Here Today, Gone Tomorrow» de Ramones. El lanzamiento del álbum fue acompañado por una fuerte campaña promocional, con una presencia destacada en revistas especializadas, numerosas apariciones televisivas y radiofónicas, y una campaña publicitaria que incluyó medios de radio, prensa escrita e internet. El primer sencillo, «Retorciendo palabras», se publicó varias semanas antes del lanzamiento oficial del álbum y rápidamente se convirtió en un éxito, alcanzando el número 1 en la lista de superventas de sencillos en España durante varias semanas. El segundo sencillo, «Miro la vida pasar», se publicó en el verano de 2004 y también consiguió el número 1 en las listas de ventas, consolidando el éxito de Arquitectura efímera. El tercer sencillo, «La mano en el fuego», se lanzó en otoño del mismo año y aunque alcanzó el número 1, no tuvo la misma repercusión mediática que los anteriores. A pesar de esto, para ese momento, el álbum ya había sido certificado disco de oro, superando las 75.000 copias vendidas en España. En 2005, un cuarto sencillo titulado «Entre mil dudas» fue lanzado, logrando posicionarse en el número 3 en la lista de ventas de sencillos.
El éxito continuado de Fangoria llevó a la publicación de varios proyectos derivados en 2005. Entre ellos destaca Naturaleza muerta remixes, un álbum que recopila todas las remezclas de los sencillos de su anterior disco Naturaleza muerta, con reversiones de artistas como Madelman y otros productores cercanos a la escena electrónica española. Ese mismo año, Interferencias (1998) fue reeditado con cinco colaboraciones adicionales: «En este mundo» con Baby Horror, «Amor apache» con Víctor Coyote, «Más dura será la caída» con La Buena Vida, «Dulce armonía» con Los Sencillos, y «De viaje» con Astrud. El 4 de abril de 2005, se publicó una edición especial titulada Arquitectura efímera deconstruida, con motivo del decimoquinto aniversario de la fundación de Fangoria. Esta edición doble incluía el disco original en un primer cedé, mientras que el segundo cedé recopilaba las caras B de los sencillos del álbum, además de tres temas inéditos. El DVD que acompañaba la edición contenía algunos de los videoclips más importantes del álbum, grabaciones en directo y una serie de fotografías inéditas que ofrecían una visión detrás de las cámaras de la banda.
Con motivo del aniversario y de la publicación de Arquitectura efímera deconstruida, Fangoria emprendió la gira Varietés en 2005, una serie de conciertos en los que celebraron sus quince años de carrera como banda. La gira recorrió diversos países, incluyendo España, México, Estados Unidos y Japón, y estuvo acompañada por artistas invitados como La Prohibida y Nancys Rubias, quienes participaron en la celebración de la trayectoria de Fangoria. Concluida la gira, Fangoria se retiró momentáneamente para centrarse en la creación de su próximo proyecto discográfico, que continuaría con la evolución de su sonido y su propuesta artística.

### 2006-2008:El extraño viajey¡Viven!

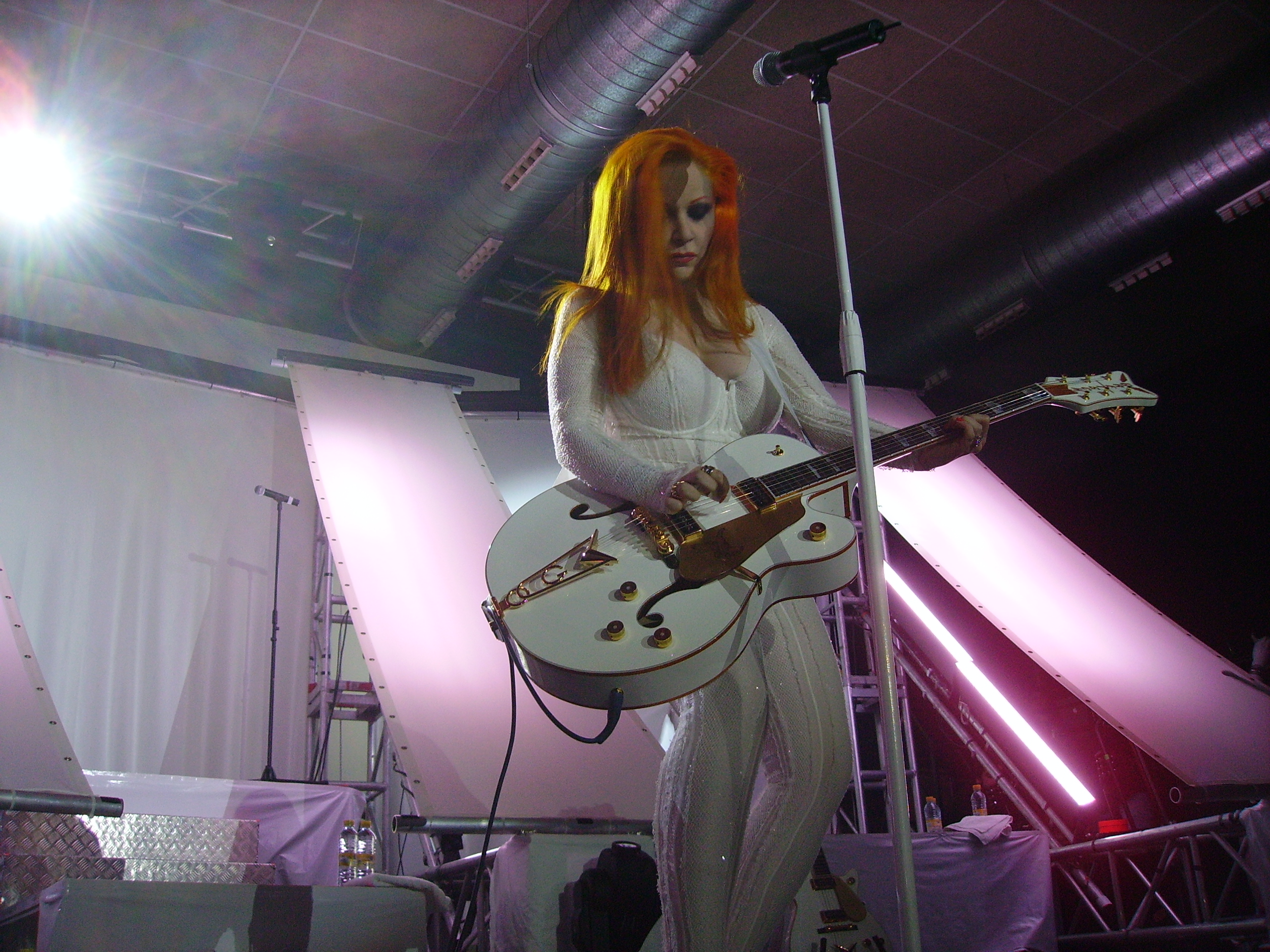
Alaska tocando la guitarra durante un concierto en Bilbao en noviembre de 2006.

El extraño viaje fue el séptimo álbum de estudio del dúo español Fangoria, publicado el 23 de octubre de 2006 de forma simultánea en España y México. El disco se caracterizó por su apuesta por estructuras pop tradicionales con estribillos pegadizos, y por una diversidad estilística que abarcó desde el rock y el glam hasta la electrónica y el electropop. Fue grabado íntegramente en Madrid y contó con la colaboración de Stefan Olsdal, bajista del grupo británico Placebo, en la canción «Fantasmas». El primer sencillo del álbum, «Criticar por criticar», se lanzó el 2 de octubre de 2006 y alcanzó directamente el número 1 en las listas de ventas, donde se mantuvo durante cuatro semanas. El videoclip se grabó en Nezahualcóyotl, México, en la discoteca Spartacus —una de las favoritas del grupo—, y mostró a Alaska bailando junto a un grupo de seguidores vestidos de blanco, seleccionados entre el público mexicano durante una visita anterior. Las letras del álbum abordaron una amplia gama de emociones y temáticas: desde la crítica social en «Criticar por criticar», el pesimismo en «Fantasmas», «Nada más que añadir» y «Ni contigo ni sin ti», el capricho en «Plegarias atendidas» o el rencor en «Estés donde estés», hasta mensajes más positivos como los de «Las ventajas de olvidar» o «Cuestión de fe», enfoques prácticos en «Si lo sabe Dios, que se entere el mundo», «Sin perdón» y «A fuerza de vivir», o declaraciones de amor eterno en «El cementerio de mis sueños». El título del álbum hacía referencia a la película El extraño viaje (1964) de Fernando Fernán Gómez. El álbum se presentó oficialmente el mismo 23 de octubre en el Edificio Fnac de Madrid, mediante una actuación tras el escaparate del local que atrajo la atención de los medios. Alcanzó el número 2 en las listas de ventas en su primera semana. La campaña promocional se centró principalmente en prensa escrita, televisión e internet, con escasa presencia en radio. A las cuatro semanas de su publicación, el álbum fue certificado como disco de oro en España y, para 2016, había superado las 75.000 copias vendidas.

El segundo sencillo, «Ni contigo ni sin ti», se publicó el 13 de febrero de 2007, acompañado por una versión del tema «Sorry I'm a Lady» de Baccara, en colaboración con el grupo Dover. Este sencillo repitió el éxito del anterior y también alcanzó el número 1 en las listas de ventas. La portada fue obra del diseñador Salvador Alimbau, a partir de una fotografía de Gauerca, y el color representativo de esta etapa fue el naranja. El álbum se editó en Estados Unidos el 27 de marzo de 2007, y posteriormente también en Argentina. En mayo del mismo año se publicó el álbum en vivo ¡Viven!, que incluía el concierto ofrecido por Fangoria el 9 de febrero de 2007 en la Carpa Movistar de Barcelona, un documental con imágenes del proceso de producción y la opción de escuchar el concierto con comentarios de Alaska y Nacho Canut. El álbum debutó en el número 1 de las listas de ventas, donde permaneció durante cuatro semanas consecutivas. El tercer sencillo, «El cementerio de mis sueños», salió a la venta el 17 de julio de 2007. Su edición incluyó una remezcla del músico canadiense Sebastian Komor y un dueto con Mägo de Oz del tema «El rey del glam», originalmente interpretado por Alaska y Dinarama. Como los anteriores, también alcanzó el número 1 en las listas de ventas. Tras una extensa gira de aproximadamente 100 conciertos y más de 75.000 copias vendidas del álbum, Fangoria decidió tomarse un descanso antes de retomar la actividad en la primavera de 2008 con una gira y promoción en México.

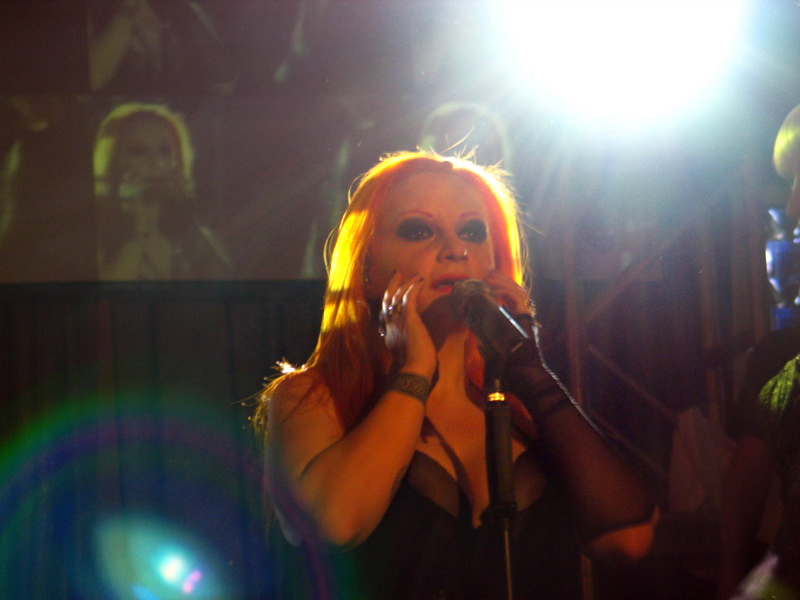
Alaska durante un concierto en 2007.

El 4 de diciembre de 2007 se lanzó una reedición de El extraño viaje, en formato de caja recopilatoria en edición limitada y numerada de 4.000 copias, titulada El extraño viaje revisitado, que incluía pegatinas, pósteres, un esmalte de uñas, un fragmento de los vestidos de Alaska, un DVD y un CD adicional con colaboraciones de Miranda!, Dover, Mägo de Oz y Julieta Venegas, además de remezclas y rarezas. Esta edición se agotó en su primera semana y alcanzó el número 35 en la lista de álbumes más vendidos. En México se publicó una edición más sencilla con una portada diferente, que incluía únicamente el álbum original y el CD de colaboraciones.
Durante su período de descanso, Fangoria realizó algunos conciertos puntuales en ciudades como Bilbao, Getafe, Vergara y Punta Cana —este último como parte de un festival organizado por Ron Barceló—. También ofreció una actuación especial el 29 de marzo en el Baile de la Rosa de Mónaco, organizado por la familia Grimaldi y dedicado ese año a la movida madrileña. En ese evento, Alaska compartió cartel con Pedro Almodóvar, Bibiana Fernández y Mario Vaquerizo. En mayo de 2008 se editó un EP titulado Entre Punta Cana y Montecarlo, que se distribuyó exclusivamente en los conciertos como parte del programa de mano de la segunda parte de la gira. El EP, editado por DRO, incluyó versiones de «Flash» de La Prohibida, «La mosca muerta» y «Huracán mexicano» de Alaska y Dinarama, y «Supertravesti» de Nancys Rubias. La versión de «Huracán mexicano» incorporó una nueva letra alusiva al final de Dinarama y al inicio de Fangoria.

### 2009-2012:AbsolutamenteyEl paso trascendental del Vodevil a la Astracanada. Antología de canciones de ayer y de hoy
Absolutamente fue, grabado en noviembre de 2008 en los Dean Studios de Londres. Mezclado por Michael Zimmerling, reconocido ingeniero de los míticos Hansa Studios de Berlín, y producido por Neal X y Tony James (fundadores de Sigue Sigue Sputnik), el disco se presentó como un homenaje a Andy Warhol y su legendaria Factory, al tiempo que reafirmaba la identidad artística del grupo. Musicalmente, el álbum recorrió géneros como el techno, el rock, el glam y la balada, utilizando la técnica de la «pista salvaje». Las composiciones corren a cargo de Mauro Canut, Juan Carlos Moreno, Jaime García Ferrer, Spam y el dúo James-X, mientras que las letras fueron escritas por Nacho Canut, Alaska y sus colaboradores habituales. Con una mezcla de drama y baile, oscuridad y banalidad, ironía y desencanto, el disco abordó temas de despedidas y rupturas a lo largo de trece canciones. 

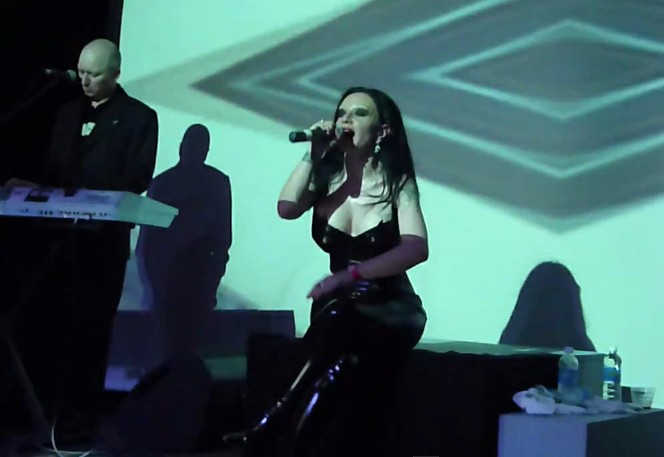
Fangoria durante una actuación de la gira Absolutamente en 2009.

El primer sencillo, «Más es más», fue considerado por Alaska como la primera canción disco del grupo y se describió como un canto al barroquismo y al exceso. El tema combina superficialidad y mundos sintéticos con un trasfondo de autodestrucción y vacío. En palabras de Alaska, el disco debería haberse titulado «Absolutamente no», ya que, según afirmó, el grupo llegó a un punto en el que no siente necesidad de suavizar lo que piensa. El videoclip de «Más es más» se estrenó el 17 de enero de 2009, convirtiéndose en un éxito en ventas y descargas. La edición física del sencillo incluyó la versión del álbum y una remezcla. Absolutamente llegó al número 1 en ventas de discos e iTunes en España, y al número 4 en México. La gira de presentación contó con artistas invitados como La Prohibida, The Cabriolets y Nancys Rubias, y destacó por su escenografía inspirada en la Factory. A la par, Fangoria colaboró en la banda sonora de Mentiras y gordas con la canción «La verdad». El segundo sencillo, «La pequeña edad de hielo», superó la recepción del anterior y fue emitido en radios de España, México y Argentina. El videoclip, en blanco y negro, se inspira en la película El viaje a ninguna parte de Fernando Fernán Gómez, mostrando a Fangoria viajando de pueblo en pueblo y actuando. 
En noviembre de 2009, Fangoria y Nancys Rubias viajaron a Argentina para promocionar el álbum con gran repercusión mediática y conciertos con entradas agotadas en el Teatro ND Ateneo. De regreso en España, en diciembre de 2009, lanzaron la reedición del disco bajo el título Completamente, que incluyó una nueva versión de «Absolutamente» junto a Sara Montiel. El videoclip fue un éxito en YouTube, posicionándose entre los más vistos. Como cierre de gira en España, ofrecieron conciertos especiales en la sala Joy Eslava de Madrid del 17 al 20 de febrero de 2010, bajo el nombre Entre lo eléctrico y lo electrónico. Posteriormente, viajaron a México, donde ofrecieron un concierto en el Salón Cuervo ante más de 2.500 personas, y en junio actuaron durante el orgullo LGBT en Washington y en el desfile de Miami.
En Londres, Fangoria comenzó la grabación de su siguiente proyecto, El paso trascendental del vodevil a la astracanada, que vio la luz el 26 de octubre de 2010. Este disco conmemorativo por su vigésimo aniversario incluyó veintidós sencillos de su carrera, junto a regrabaciones de éxitos de Alaska y los Pegamoides y Alaska y Dinarama como «Bailando», «Ni tú ni nadie», «A quién le importa» o «Quiero ser santa». El álbum debutó en el número 2 de los más vendidos y rozó el disco de oro. «Ni tú ni nadie» fue el primer sencillo en descarga digital, con videoclip rodado en el Teatro Maipo de Buenos Aires. Le siguió «A quién le importa», con un videoclip homenaje a los programas de fin de año, grabado en el Benidorm Palace.
La gira Operación Vodevil recorrió España hasta octubre de 2011, finalizando con un concierto en el Benidorm Palace que fue grabado y lanzado en DVD el 5 de diciembre. Ese mismo día, Fangoria recibió el disco de oro por las más de 40.000 copias vendidas del álbum. Al año siguiente, la gira continuó bajo el nombre Noche de variedades, incluyendo nuevas versiones de temas de Alaska y Dinarama como «Sólo creo lo que veo» o «Sospechas», y colaboraciones con Nancys Rubias, como «Boogie Movie». Esta segunda etapa también concluyó en el Benidorm Palace, cerrando así una de las épocas más exitosas y prolíficas del dúo.

### 2013-2015:CuatricromíayPolicromía

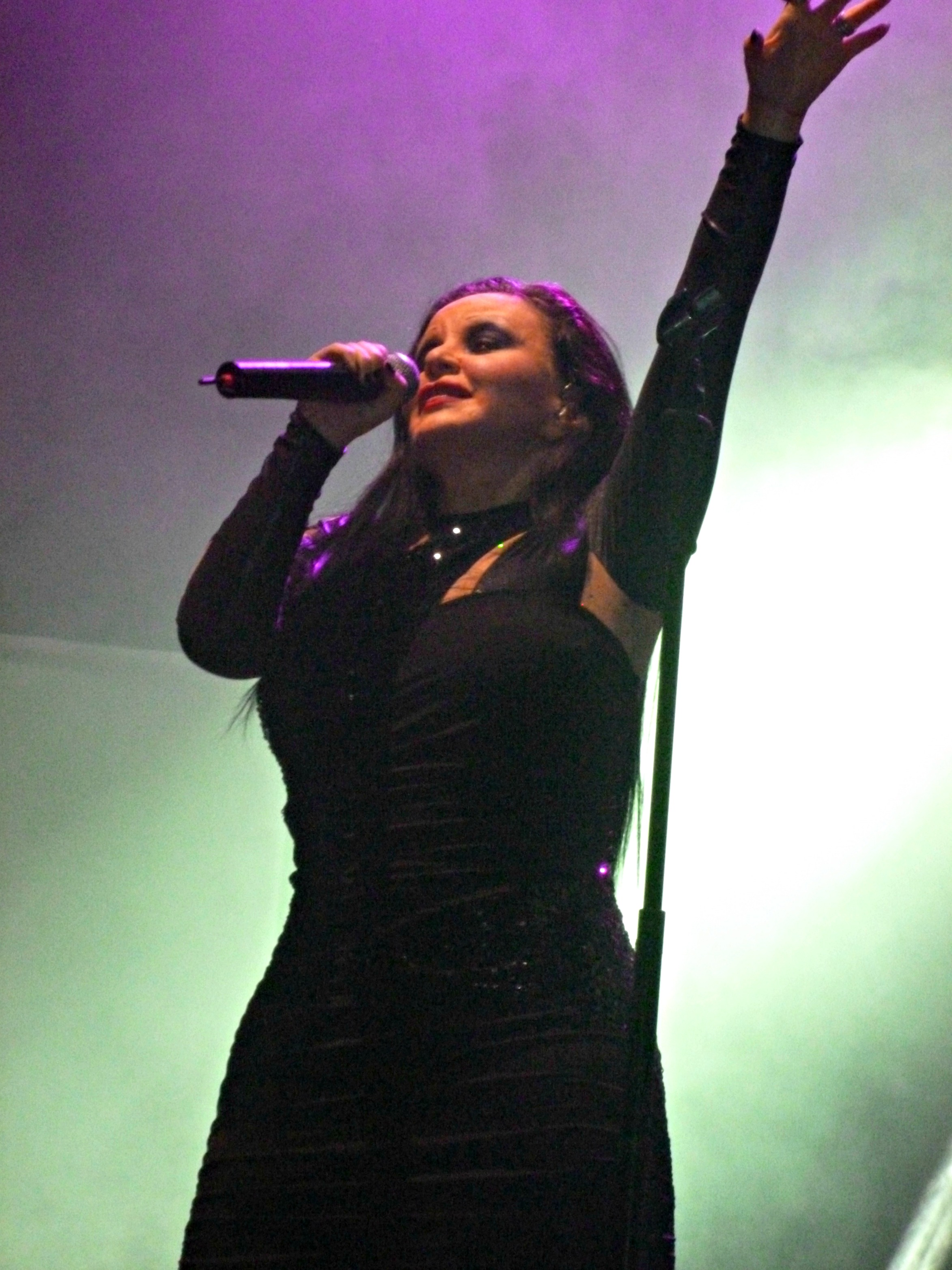
Alaska durante una actuación en Almería en agosto de 2013.

Cuatricromía fue el undécimo álbum de estudio Fangoria, lanzado el 26 de febrero de 2013 por el sello Warner Music Spain y supuso una propuesta conceptual y estilística que dividió la obra en cuatro partes diferenciadas, cada una representada por un color del modelo de impresión CMYK: cian, magenta, amarillo y negro. Cada uno de estos colores simbolizaba una de las influencias estilísticas fundamentales del dúo, y cada EP fue producido por un productor diferente, con el objetivo de resaltar una faceta sonora concreta de Fangoria. El disco azul representó la vertiente más pop del grupo. Fue producido por Guille Milkyway, líder del grupo La Casa Azul, y contenía los sencillos «Dramas y comedias» y «Desfachatez». Este EP destacó por su sonido luminoso, melódico y con influencias del pop electrónico de las décadas de los 70 y 80. El disco magenta fue el encargado de mostrar el lado más rockero y glam de Fangoria. Su producción estuvo a cargo de la banda británica Sigue Sigue Sputnik, conocida por su estilo futurista y provocador. La versión digital del álbum incluyó el sencillo «La sombra de una traición». El disco amarillo exploró el terreno de la electrónica más experimental. Fue producido por el dúo Los Pilotos, proyecto paralelo de Florent Muñoz y Banin Fraile, miembros del grupo granadino Los Planetas. El disco negro, por su parte, abordó el universo gótico y oscuro del grupo. Estuvo producido por Jon Klein, guitarrista de la banda británica Specimen y exmiembro de Siouxsie & The Banshees. Las canciones de Cuatricromía fueron compuestas por Alaska y Nacho Canut, en colaboración con Guille Milkyway, Jaime Ferrer y Mauro Canut.El diseño gráfico y artístico del álbum fue realizado por el reconocido diseñador Juan Gatti, habitual colaborador del dúo.
El primer sencillo, «Dramas y comedias», se estrenó el 25 de febrero de 2013 en el programa Siglo 21, de Radio 3. El estreno generó una gran repercusión en redes sociales, donde Fangoria llegó a convertirse en Trending topic en Twitter. Esa misma noche, las discográficas Warner y DRO publicaron el videoclip oficial del tema, el cual rápidamente se posicionó en el número uno de las listas digitales de ventas tanto en sencillos como en vídeos. También lideró las reservas del álbum completo. El vídeo superó las 50.000 visualizaciones en YouTube en su primer día, consolidando el éxito mediático y comercial del lanzamiento. En junio de 2013, el dúo lanzó «Desfachatez» como segundo sencillo, extraído del EP azul. Este fue acompañado de dos remezclas y un videoclip producido nuevamente por el colectivo audiovisual Canada. El vídeo se estrenó el 2 de julio de 2013 y logró superar las cifras de su antecesor, alcanzando más de 65.000 visitas en YouTube en las primeras 24 horas. Al igual que el primer sencillo, «Desfachatez» también se posicionó como número uno en la tienda digital iTunes.
El 2 de diciembre de 2013, Fangoria publicó una reedición del álbum titulada Policromía, que incluyó todas las canciones de Cuatricromía junto a alsencillo promocional, «Antes o después», entre otros. Esta reedición sirvió como colofón a la etapa discográfica iniciada ese mismo año.

### 2016-2018:Canciones para robots románticos,Miscelánea de canciones para robótica avanzadayPianíssimo
En enero de 2016, Fangoria publicó el primer sencillo de su nuevo álbum Canciones para robots románticos, titulado «Geometría polisentimental». La canción fue acompañada por un videoclip, que alcanzó un éxito inmediato al posicionarse en el número 1 en ventas y superar las 70.000 visitas en YouTube en solo 24 horas. El videoclip fue producido por David Domingo, conocido artísticamente como Stanley Sunday, quien ya había colaborado con la banda en el pasado. Sin embargo, existe un vídeo alternativo grabado en noviembre de 2015 y publicado oficialmente el 13 de marzo de 2017, producido por la aclamada productora Canada, con la que Fangoria había trabajado anteriormente. El segundo sencillo del álbum, «Fiesta en el infierno», fue lanzado el 5 de febrero de 2016 junto a un lyric video publicado en YouTube. Ambos sencillos fueron un adelanto de lo que sería el duodécimo disco de la banda, Canciones para robots románticos, un trabajo que presentaba trece canciones, siendo la última de ellas exclusiva para iTunes. Este álbum se caracteriza por su enfoque en la inteligencia artificial, abordando sus ventajas en el contexto amoroso. La portada del álbum, diseñada por Juan Gatti, muestra a Alaska y Nacho Canut delante de un coche blanco, acompañados de dos robots (que representan, según algunos, a su hijo y mascota), con la Casa Farnsworth como fondo. A finales de junio de 2016 comenzó la grabación del videoclip oficial de «Fiesta en el infierno», también producido por Stanley Sunday. El videoclip se estrenó el 18 de agosto de 2016, a las 12:00 de la mañana. Además, fragmentos de algunas de las canciones del nuevo álbum.

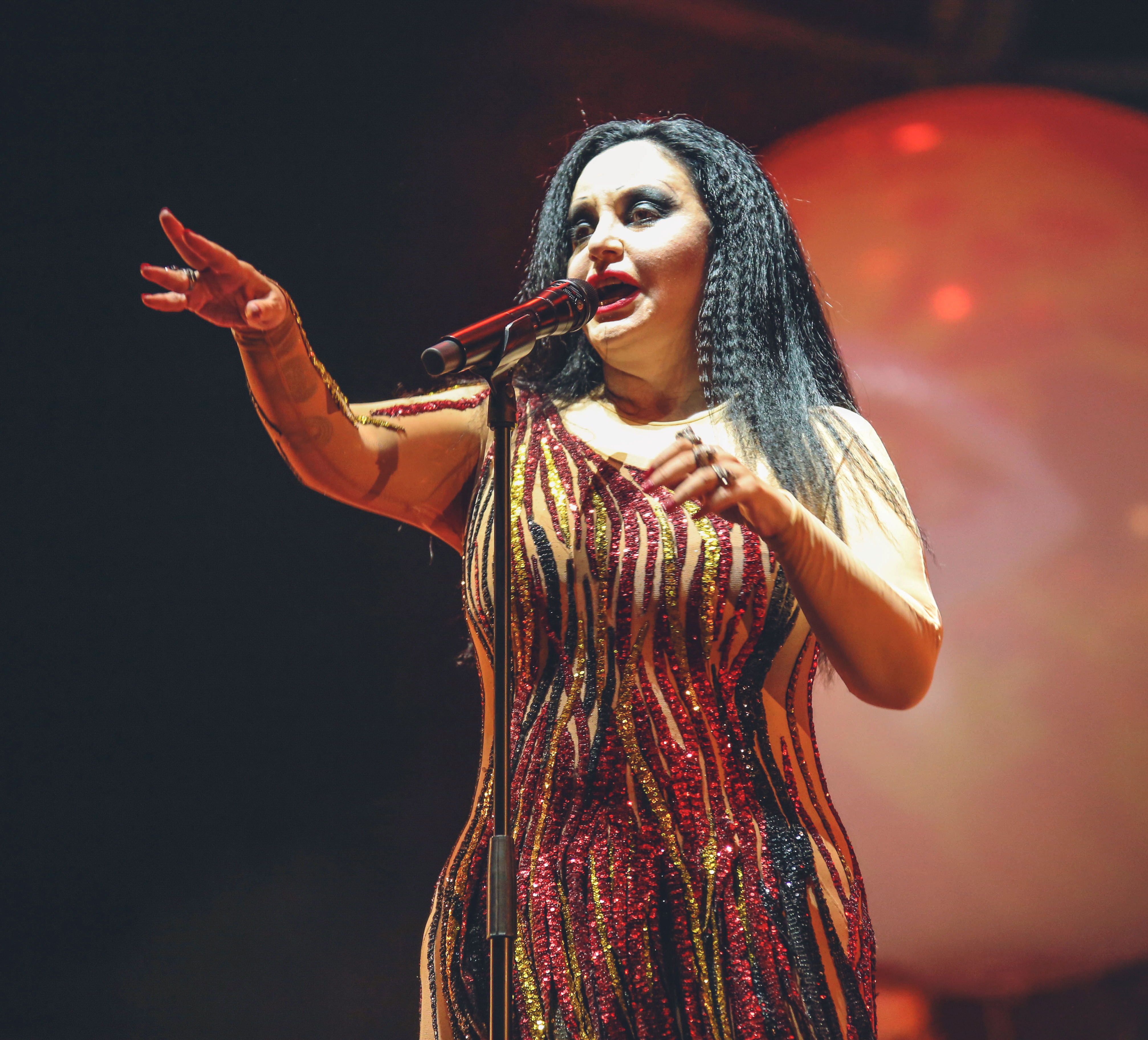
Alaska durante una actuación de la gira Concierto para robots románticos en 2016.

Para acompañar el lanzamiento de Canciones para robots románticos, Fangoria emprendió una gira veraniega llamada Conciertos para robots románticos, con una formación renovada. La banda estuvo compuesta, como siempre, por Nacho Canut al teclado, xilófono electrónico y bajo, y Alaska como vocalista. Se unieron a ellos Rafa Spunky como corista y bajista, y Jesús Horror, quien regresó a los escenarios con Fangoria después de siete años de ausencia. Además, Fangoria incorporó a los bailarines Audrey Isso y Alejandro Díaz, quien no continuó en la segunda parte de la gira y fue sustituido. 
En noviembre de 2016, Nacho Canut y Alaska publicaron juntos el libro MX Ultra, a través de Caniche Editorial. La obra consta de dos partes: la primera incluye imágenes tomadas por Nacho durante sus viajes a México, y la segunda contiene textos manuscritos de Alaska que sirven de pie de foto a las imágenes de la primera parte. Los dos libros se presentan como gemelos entrelazados, reflejando la conexión entre las experiencias de la banda y su visión artística.

El 4 de enero de 2017, Fangoria anunció la reedición de Canciones para robots románticos bajo el título Miscelánea de canciones para robótica avanzada, que fue lanzada el 17 de febrero de ese año. Esta reedición incluía cuatro canciones inéditas, un remix/mash-up y un medley, además de las canciones originales del álbum. El primer sencillo de la reedición, titulado «Espectacular», se estrenó el 6 de enero de 2017 y fue un éxito inmediato, ayudando a que el disco alcanzara la certificación de disco de oro por vender más de 20.000 copias. Antes de comenzar los conciertos para presentar Miscelánea de canciones para robótica avanzada, Fangoria colaboró con el diseñador Juan Gatti en una actuación especial en la Feria de Arte Contemporáneo de Madrid (ARCO). El espectáculo, denominado Psychodome, consistió en una performance en la que se reproducían versiones instrumentales de canciones de la banda como «Son las cero horas, cero minutos», «Con los ángeles», «Hacia la luz» y «La pequeña edad de hielo». El escenario fue una carpa semi-esférica, dentro de la cual se proyectaban imágenes abstractas creadas por Gatti. Durante esta actuación, Alaska y Nacho Canut se encontraban sobre un pequeño escenario, operando teclados, sintetizadores y theremín.

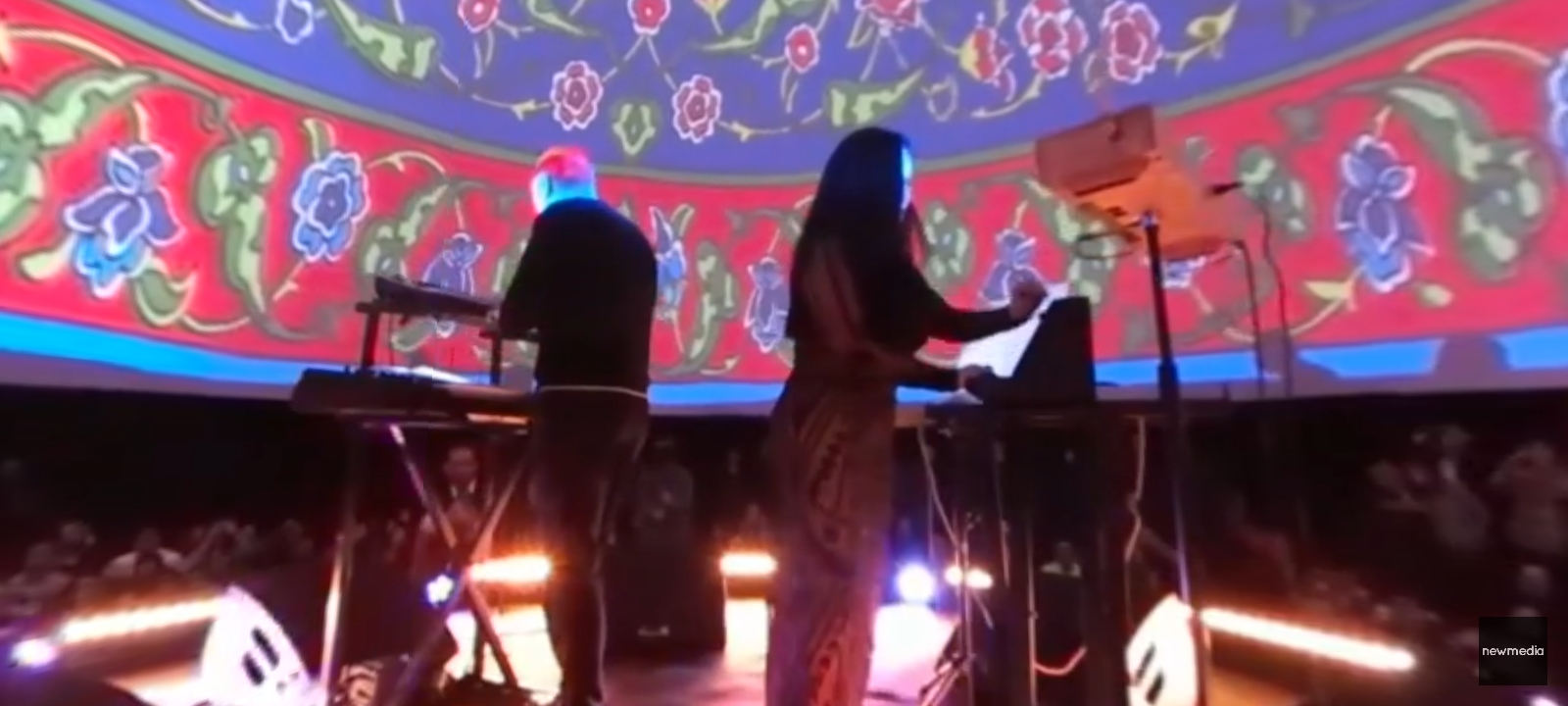
Fangoria durante su espectáculo Psychodome en 2017.

En marzo de 2017, comenzaron los conciertos de presentación de Miscelánea de canciones para robótica avanzada, bajo el nombre de Pianíssimo. Estos conciertos, que rápidamente agotaron las entradas, se celebraron en el Teatro Barceló de Madrid (6, 7 y 8 de marzo) y en la Sala Barts de Barcelona (10 y 11 de marzo). Los conciertos estaban divididos en dos partes: la primera, titulada "un concierto para señoras", presentaba versiones acústicas de canciones de todas las épocas de Fangoria, acompañadas solo por el piano de Martin Watkins, colaborador habitual de Marc Almond. En la segunda parte, la banda regresaba a su estilo característico de música electrónica, presentando las canciones inéditas de la reedición. El cuarto sencillo de Miscelánea de canciones para robótica avanzada, «Iluminados», fue estrenado el 24 de mayo de 2017 con un lyric video publicado en el canal oficial de Fangoria en YouTube. El 9 de octubre de 2017, Fangoria anunció el lanzamiento de un nuevo sencillo, «Disco Sally», el 13 de octubre de ese año, el cual serviría como adelanto de su nuevo álbum en vivo, Pianíssimo. Este disco, publicado el 3 de noviembre de 2017, consistió en una grabación de las primeras diez canciones de los conciertos acústicos presentados en Madrid en marzo de 2017. La edición limitada del disco constaba de 5000 copias en CD (con un digipack en forma de piano y un libreto con fotos de los conciertos) y 1500 copias en vinilo picture disc + CD. Pianíssimo también fue lanzado en formato digital.
A finales de 2017, Fangoria actuó en el Carnaval de Gran Canaria, durante la Gala Drag Queen, donde interpretaron un medley compuesto por «Espectacular», «Ni tú ni nadie», «Dramas y comedias» y «A quién le importa». En esta última canción, todos los participantes de la gala se unieron a la actuación, y el evento fue retransmitido por el canal de televisión Nova. En 2018, con motivo de la quinta temporada de Alaska y Mario, Fangoria grabó una nueva versión de la canción «El huracán mexicano». Producida por Juan Sueiro, esta versión sustituía parte de la historia original por una nueva estrofa, actualizando la narrativa de la canción en relación con la carrera de la banda. 

### 2019-2020:Extrapolaciones y dos preguntas 1989-2000yExtrapolaciones y dos respuestas 2001-2019
Con motivo de su trigésimo aniversario como dúo bajo el nombre de Fangoria, Alaska y Nacho Canut decidieron celebrar la efeméride con un proyecto discográfico doble que consistió en la grabación de versiones de canciones interpretadas originalmente por artistas españoles y editadas en España entre 1989 y 2019. El proyecto fue dividido en dos volúmenes: Extrapolaciones y dos preguntas (1989–2000), publicado en febrero de 2019, y Extrapolaciones y dos respuestas (2001–2019), publicado en noviembre del mismo año. Cada volumen incluyó trece versiones y dos canciones inéditas, que sirvieron como sencillos promocionales. El diseño y las portadas de ambos álbumes fueron obra del artista Juan Gatti.
El primer volumen, Extrapolaciones y dos preguntas 1989–2000, se publicó el 15 de febrero de 2019. El álbum fue coproducido por Juan Sueiro, Jon Klein y Guille Milkyway —este último a cargo exclusivamente de las cuatro canciones originales incluidas en ambos volúmenes—. El 11 de enero de 2019 se lanzó el primer sencillo, «¿De qué me culpas?», en dos versiones: una interpretada íntegramente por Fangoria, y otra en la que colaboraban los artistas Ms Nina y Jedet. El videoclip oficial, dirigido por Juan Gatti, se estrenó simultáneamente en el canal oficial de YouTube del grupo. El vídeo, grabado en blanco y negro, presentó una estética oscura y elegante, y contó con la participación de los artistas invitados, modelos y bailarines del grupo. Como segundo adelanto, el 1 de febrero de 2019 se publicó digitalmente la canción «Historias de amor», versión del clásico del dúo OBK, junto a un lyric video. Ese mismo día, Fangoria reveló a través de su perfil de Instagram el listado completo de canciones del álbum, formado por 15 pistas: 13 versiones de temas lanzados entre 1989 y 2000, y dos canciones originales. Entre los artistas versionados se encontraban Carlos Berlanga, Family, Los Planetas, McNamara, Minerva, Los Sencillos y The Killer Barbies, entre otros. El segundo sencillo, «¿Quién te has creído que soy?», fue publicado el 23 de mayo de 2019, junto a un videoclip dirigido por Krea Films y producido por Warner Music Spain. En él, aparecían Alaska y Nacho Canut, junto con sus bailarines habituales y nuevas incorporaciones. Ese mismo día se lanzó también una remezcla de la canción realizada por Biggi Veira, del grupo islandés GusGus. Posteriormente, el 27 de junio de 2019, se publicó una remezcla adicional de «¿De qué me culpas?» a cargo del productor Ellis Miah.Para presentar el primer volumen, Fangoria ofreció dos conciertos únicos en Madrid y Barcelona, con un repertorio especial centrado en las versiones del disco, que no se repetiría en la gira de verano.
El segundo volumen, Extrapolaciones y dos respuestas (2001–2019), fue publicado el 8 de noviembre de 2019, completando así la retrospectiva musical de Fangoria. El 2 de octubre de 2019, se lanzó el sencillo de adelanto «Un boomerang», acompañado de un videoclip dirigido por Juan Gatti e inspirado en la estética de la serie estadounidense Dinastía. El vídeo contó con la participación de Alaska, Nacho Canut, la exbailarina del grupo Topacio Fresh, y la periodista y escritora Valeria Vegas. La canción funcionó como respuesta lírica y conceptual al tema «¿Quién te has creído que soy?», del primer volumen. El segundo sencillo de adelanto fue «Mi fábrica de baile», una versión del tema del músico Joe Crepúsculo, publicada el 25 de octubre de 2019 junto a un lyric video. A través de redes sociales, el grupo reveló el listado de canciones de este segundo volumen, también compuesto por 15 temas: 13 versiones y 2 composiciones inéditas. Entre los artistas versionados en este volumen se encontraban Astrud, Camela, Marta Sánchez, La Casa Azul, entre otros.
Ambos volúmenes se presentaron en ediciones estándar y en formato deluxe disco-libro, con portada y contraportada forradas en tela, acompañadas de fotografías inéditas, textos escritos por Nacho Canut y Alaska, las letras de las canciones originales y créditos completos. Además, durante la preventa del segundo volumen se ofreció una edición limitada a 1.000 ejemplares en formato de caja recopilatoria titulada Extrapolaciones. Dos preguntas y dos respuestas (1989–2019), que incluía ambos volúmenes, material adicional y un DVD documental titulado Fangoria: Introspecciones y dos géminis (2017–2019), donde se documentaba el proceso creativo detrás de estos trabajos. El concierto de presentación de Extrapolaciones y dos respuestas, así como la gira veraniega prevista para el año 2020, tuvo que ser cancelada a causa de la pandemia de COVID-19, afectando la promoción en directo del álbum.

### 2021-2023: trilogíaEntre paréntesis
Tras el lanzamiento de Extrapolaciones y dos respuestas (2001-2019) y varios proyectos paralelos, Fangoria anunció a través de su cuenta oficial en Instagram, a principios de diciembre de 2020, que se encontraba trabajando en un nuevo proyecto discográfico. En enero de 2021, el dúo confirmó que la grabación del nuevo material había concluido por completo.
El 9 de abril de 2021 se publicó el sencillo «Momentismo absoluto», acompañado de su correspondiente vídeo musical, disponible en plataformas digitales y en YouTube. Ese mismo día, Alaska concedió una entrevista a Europa FM en la que detalló el concepto del nuevo trabajo. El proyecto adoptó la forma de un EP titulado Existencialismo pop, compuesto por tres canciones originales y dos remezclas, y fue lanzado oficialmente el 4 de junio de 2021. El 2 de junio se publicó como adelanto la canción «Fantasmagoría», una de las incluidas en el EP. Junto a ella se presentaron diferentes remezclas del tema «Satanismo, arte abstracto y rock'n 'roll», bajo los títulos «Satanismo, arte abstracto y tecno pop» y «Satanismo, arte abstracto y acid house». El lanzamiento marcó el regreso discográfico de Fangoria tras la pandemia de COVID-19, periodo durante el cual se suspendieron numerosas actividades culturales. Con el lanzamiento del EP, el grupo retomó su actividad en directo durante el verano de 2021, presentándose en distintos recintos bajo estrictas medidas sanitarias y aforos reducidos.
El 11 de febrero de 2022, Fangoria publicó el sencillo «Mi burbuja vital», acompañado por un videoclip que incluía imágenes de archivo del programa de televisión Ballet Zoom, cedidas por Televisión Española. Este tema sirvió como adelanto de un nuevo EP titulado Edificaciones paganas, lanzado el 3 de marzo de 2022. Este segundo EP incluyó cuatro canciones nuevas y una versión alternativa del tema anterior titulada «Satanismo, arte abstracto y Benidorm». A diferencia del verano anterior, la gira de promoción de este lanzamiento se desarrolló sin restricciones sanitarias, permitiendo al grupo reencontrarse con su público en condiciones normales.
Una vez finalizada la temporada de conciertos estivales, el dúo presentó el 7 de octubre de 2022 un nuevo sencillo, «Un poco todo», que sirvió de anticipo para el tercer y último EP de esta trilogía: Ex profeso. Este fue lanzado oficialmente el 18 de noviembre de 2022 e incluyó, al igual que Edificaciones paganas, cuatro canciones inéditas y una nueva versión del tema común a los tres EPs, esta vez titulada «Satanismo, arte abstracto y New York Dolls». Simultáneamente con el lanzamiento de Ex profeso, se puso a la venta en preventa una edición especial recopilatoria en formato de caja recopilatoria titulada Entre paréntesis, diseñada para albergar los tres EPs en formato vinilo y CD, e incluyendo además láminas exclusivas firmadas, ofrecidas como obsequio durante la preventa de cada lanzamiento individual.
Para culminar el año, Fangoria ofreció el 5 de diciembre de 2022 un concierto especial en el WiZink Center de Madrid titulado Fiesta en el Disco Inferno. El evento incluyó la participación de artistas invitados como Marta Sango, Nancys Rubias, y las DJs Pam Hogg y Arakis. El repertorio del concierto sirvió como base para la gira de 2023, que mantuvo la esencia del espectáculo, incorporando como novedad una versión en castellano de «Heroes», de David Bowie, titulada «Héroes», originalmente grabada por el grupo Parálisis Permanente. En 2023, Fangoria también participó en la banda sonora de la película La novia de América, dirigida por Alfonso Albacete, con la canción «Mi decisión», interpretada a dúo con la cantante mexicana Paulina Rubio.

### 2024-presente:ATP - ATLy decimoprimer álbum de estudio
ATP - ATL (A todo piano - A todo láser) es un álbum en vivo del grupo español Fangoria, publicado el 15 de noviembre de 2024. El disco recoge los dos únicos conciertos que la banda ofreció ese año, celebrados en Madrid como un homenaje especial a sus seguidores. El espectáculo se dividió en dos partes: ATP (A todo piano), con versiones íntimas y teatrales de sus canciones acompañadas al piano por Martin Watkins, y ATL (A todo láser), una sección festiva con coreografías, efectos visuales y versiones actualizadas de sus temas más electrónicos. La edición física del álbum incluye diseño de Sergio Mora con dos portadas distintas, un DVD exclusivo para reservas anticipadas con la filmación completa del concierto —dirigida por el colectivo Lasdelcine— y temas adicionales como una versión en español de «Heroes» de David Bowie. También se obsequió una postal con el cartel del evento.

## Fangoria y México
La relación de Fangoria y México ha sido estrecha debido a los lazos familiares que Olvido Gara mantiene con el país.
Ya con su anterior formación, Alaska y Dinarama, realizaron varias giras de promoción y conciertos en los años 80 del siglo XX. Pero su regreso a México después de casi 15 años fue en la presentación del disco Naturaleza Muerta en un bar del Centro Histórico de la Ciudad de México. Una vez firmado un nuevo contrato con Warner Spain, el sello comenzó la edición en México de sus discos, propiciando el regreso al país natal de Alaska en 2005 para presentarse en la Plaza de Toros de México. Tuvo lugar en un concierto organizado por la radiodifusora LOS40, y en un segundo concierto organizado por EXA FM en el mismo recinto. En las mismas fechas se reencontraron con sus fanes y nuevos admiradores en una firma de autógrafos para dar a conocer su disco Arquitectura Efímera y promocionar la reedición de  Arquitectura Efímera Deconstruida en México, en la Plaza Universidad, una de las plazas comerciales más imponentes de la ciudad. Tres meses después el dúo anuncia su primera fecha oficial en la Ciudad de México, regresando en octubre, y Alaska es homenajeada en la Plaza Galerías de las Estrellas plasmando sus manos para ser colocadas dentro de esta Plaza (en la que artistas nacionales e internacionales han dejado su huella), ofreciendo una segunda firma de autógrafos en ese mismo centro comercial que congregó de manera espontánea a más de 300 personas. Su primer concierto en México tuvo lugar el 13 de octubre en el Salón 21, actual José Cuervo Salón, rompiendo los estándares de conciertos en México con su Gira Varietés. En la misma gira visitaron Guadalajara, Jalisco, para ofrecer un concierto gratuito de 40 minutos llamado LOS40 Básico patrocinado por LOS40 México.
En 2006 Fangoria logra que su disco El Extraño Viaje sea publicado en México y España con una diferencia de dos días. El grupo es llamado por Warner México para felicitarlos por sus altas ventas de discos y anunciarles una próxima visita a México programada para en noviembre. Los 40 Principales México comienza una promoción fuerte de sus dos sencillos Criticar por Criticar y Ni Contigo Ni Sin Ti, este último alcanzando el número 3 durante 4 semanas consecutivas y la posición 10 durante 7 semanas en el conteo del programa Del 40 al 1. Una vez conseguido el éxito en la radio, Warner México, concede a Los 40 Principales la exclusividad del disco y Fangoria regresa a México en una visita relámpago para ofrecer una firma de autógrafos citando a más de 600 fanes deseosos de conocer a Alaska y Nacho. Mientras tanto Los 40 Principales viendo el éxito con el cual la gente estaba respondiendo a su sencillo Ni Contigo Ni Sin Ti decide contratarlos en diciembre para ofrecer la primera edición de sus conciertos LOS40 Vivo, anunciando la fecha para marzo del 2007 en el Lunario del Auditorio Nacional. Este recinto está diseñado para conciertos de máxima necesidad de producción y el artista a presentar debe cubrir ciertas reglas para poder pisar su escenario. Fangoria logra su primer lleno total en México con 1000 asistentes.
Tras tres años de ausencia, Fangoria anuncia en 2009 el lanzamiento de Absolutamente en octubre. El disco tiene problemas con los permisos de música en México atrasándose su salida 14 días siendo publicado finalmente en noviembre por Warner Music. El disco mostró bajas ventas en las listas oficiales de música las primeras dos semanas de su lanzamiento. Sin embargo en febrero de 2010 Alaska da a conocer su siguiente visita a México marcada para el mes de abril. Esa noticia corrió rápido la voz en México y la estación de radio Oye 89.7, líder en México, pide la concesión de primicia promocional. Warner la rechaza y LOS40 nuevamente participa para patrocinar al grupo. Lamentablemente la estación de radio descuida y, dando paso a Oye, logra convocar a más de 1340 personas en la firma de autógrafos de Parque Delta, plaza comercial ubicada en una de las Colonias más exclusivas del Distrito Federal visitada por muchos artistas y gente de alta sociedad. Ocesa recibe la propuesta de contratarlos nuevamente por parte de Spanish Bombs sin embargo la productora líder en México rechaza la oferta debido a las perdidas que le ocasionó su anterior gira de 2005. El grupo tarda un año más en conseguir a un productor en México, siendo Mejuto Producciones, una productora dedicada a realizar eventos para público gay, quien anuncia la primera edición del G Music Fest teniendo a Fey, Maya Simantov y a Fangoria como artistas encargados de presentar este espectáculo durante el mes de noviembre del 2009. Lamentablemente el proyecto carece de un buen foro y de promoción, así que únicamente se presentan Fey y Maya Simantov, la productora comunica que el concierto se ha cancelado y que después se anunciará la nueva fecha, decepcionando a Alaska y Nacho Canut por la falta de seriedad del productor Hugo Mejuto. Diez días después el productor anuncia en Facebook el 12 de marzo de 2010 en el José Cuervo Salón la presentación de Fangoria Absolutamente en Vivo. Así es como el grupo regresa en marzo a México para ofrecer su gira Absolutamente, obteniendo un lleno del 85% aunque decepcionando a los fanes mexicanos por la falta de producción del evento, y por una promoción donde únicamente podían pasar veinte personas a conocer a Fangoria a una sala exclusiva del José Cuervo Salón (aunque finalmente accedieron alrededor de ochenta personas). Finalmente el grupo se va de México con un muy buen sabor de boca y contentos por haber tocado para su público mexicano.
Después de 10 años, el Club Fangoticos de México logra oficializarse ante la compañía discográfica de Fangoria (Warner). Fundado inicialmente bajo el nombre Criticar por Criticar pasando años después al nombre actual con el cual el dúo español los identifica, creando al mismo tiempo el interés de más seguidores de la banda a hacer filiales en ciudades como Guadalajara o países como Argentina, España y Ecuador.

## Miembros
- Alaska (cantante)
- Nacho Canut

## Discografía
| Álbumes de estudio - Salto mortal (1991) - Una temporada en el infierno (1999) - Naturaleza muerta (2001) - Arquitectura efímera (2004) - El extraño viaje (2006) - Absolutamente (2009) - Cuatricromía (2013) - Canciones para robots románticos (2016) - Extrapolaciones y dos preguntas (1989-2000) (2019) - Extrapolaciones y dos respuestas (2001-2019) (2019) | EP's - Un día cualquiera en Vulcano S.E.P. 1.0 (1992) - Un día cualquiera en Vulcano S.E.P. 2.0 (1993) - Un día cualquiera en Vulcano S.E.P. 3.0 (1995) - Sonidos para una exposición (1997) - Shangay EP (1998) - Entre Punta Cana y Montecarlo (2008) - Existencialismo pop (2021) - Edificaciones paganas (2022) - Ex profeso (2022) |

## Giras musicales
Giras
- 1989-1991: Salto mortal tour
- 1995-1997: Expandelia
- 1998: Expresso Bongo
- 1999-2001: Una temporada en el infierno tour
- 2001-2003: Naturaleza muerta tour
- 2004-2005: Arquitectura efímera tour
- 2006-2007: El extraño viaje tour
- 2008: Lámparas y xilófonos
- 2009-2010: Absolutamente tour
- 2011: Operación vodevil
- 2012: Noche de variedades
- 2013: Fangoria no es un color
- 2014: Música, go-gos y policromía
- 2016: Conciertos para robots románticos
- 2017: Miscelánea de conciertos para robótica avanzada
- 2019: Extrapolaciones y dos preguntas tour
- 2021: Existencialismo pop tour
- 2022: A todo láser
- 2023: A todo láser II
- 2025: Del tingo al tango / A todo techno

## Conciertos especiales
- ¡Vuelve la ruleta! (2006)

- Concierto de cuerda (2006)

- Entre lo eléctrico y lo electrónico (2010)

- Fangoria espacial (2015)

- Psychodome (2017)

- Pianíssimo (2017)

- Fiesta en el Disco-Inferno (5 de diciembre de 2022)

- ATP + ATL (2024)

## DVD
- Una temporada en Subterfuge (2004)
- Una temporada en Subterfurge DVD (2010)
- De Alaska a Fangoria (2004)
- Arquitectura efímera deconstruida DVD (2005)
- Así hicimos El extraño viaje (2006)
- ¡Viven! (2007)
- El extraño viaje revisitado DVD (2007)
- Televisivamente (DVD de 'Completamente') (2009)
- Variedades. Colección de videoclips de Fangoria (El paso trascendental del vodevil a la astracanada) (2010)
- Entre bambalinas (Making of de El paso trascendental del vodevil a la astracanada) (2010)
- Operación vodevil en vivo y en directo desde el Benidorm Palace (Concierto ofrecido el 30 de octubre en el Benidorm Palace) (2011)
- Cuándo, para qué, cómo y con quién  (Documental sobre el proceso del disco Canciones para robots románticos editado con las copias pre-reservadas en El Corte Inglés) (2016)
- Introspecciones y dos géminis (2017 - 2019) (Documental sobre el proceso de creación de los discos Extrapolaciones y dos preguntas (1989 - 2000) y Extrapolaciones y dos respuestas (2001 - 2019) (2019)

## Libros
- MX Ultra (2016)

## Premios y nominaciones
MTV Europe Music Awards
| Año  | Categoría             | Resultado |
| ---- | --------------------- | --------- |
| 2009 | Mejor Artista Español | Candidato |
| 2013 | Mejor Artista Español | Candidato |

Premios Grammy Latinos
| Año  | Categoría        | Álbum-tema                                         | Resultado |
| ---- | ---------------- | -------------------------------------------------- | --------- |
| 2011 | Diseño y Empaque | El paso trascendental del vodevil a la astracanada | Candidato |

### Premios de la Música[64]
| Año  | Categoría                        | Álbum-tema                  | Resultado |
| ---- | -------------------------------- | --------------------------- | --------- |
| 2002 | Mejor tema de música electrónica | No sé qué me das            | Ganador   |
| 2005 | Mejor tema de música electrónica | Miro la vida pasar          | Ganador   |
| 2007 | Mejor álbum de pop alternativo   | El extraño viaje revisitado | Candidato |
| 2010 | Mejor álbum de pop               | Absolutamente               | Ganador   |
| 2013 | Mejor artista pop español        | Cuatricromía                | Candidato |

### Premios Rolling Stone[65]
| Año  | Categoría   | Álbum-tema   | Resultado |
| ---- | ----------- | ------------ | --------- |
| 2013 | Mejor banda | Cuatricromía | Ganador   |